# Pont Saint-Martial
Le pont Saint-Martial, à Limoges, est un pont voûté en maçonnerie construit en 1215 sur les bases d'un pont gallo-romain.

## Historique
Il est situé en contrebas de l'ancien forum gallo-romain - actuel hôtel de ville - dans le prolongement de l'ancien cardo maximus, axe principal nord-sud de la ville antique. Ce pont fut à l'origine construit par les Romains afin de traverser à sec la Vienne et facilitait ainsi les échanges sur la voie reliant Avaricum (Bourges) et le sud de la Gaule. En 1182, Henri II Plantagenêt, roi d'Angleterre, duc d'Aquitaine et donc suzerain de Limoges, fit détruire le pont gallo-romain pour punir la cité de son infidélité. Le pont ne fut reconstruit que trente-trois ans plus tard sur les bases de l'édifice antique.
Le 20 juillet 1908, le pont est classé au titre des monuments historiques.

## Description
Le pont possède sept arches en arc ; un quartier s'était développé sur la rive droite de la Vienne autour de l'église Sainte-Félicité. Il existe encore quelques demeures médiévales et classiques, dont l'une accueillit Molière durant une nuit en 1669. Aujourd'hui il apparaît isolé du reste de la ville, dominé par le pont de la Révolution, le quai Saint-Martial, et sur l'autre rive par la rue de Babylone prolongée par la route de Nexon.